# Вальтер Клінгер
Вальтер Клінгер (нім. Walter Klinger; нар. 26 червня 1921, Альтштадт, Чехословаччина — † 28 липня 2010, Нюрнберг) — німецький лютеранський священнослужитель.

## Кар'єра
Був пастором в Обергюнцбурзі, Пенцберзі, дияконським пастором в Нюрнберзі, а згодом 1-м пастором церкви св. Йоганна в Нюрнберзі. Вже на пенсії виконував обов'язки єпископського візитатора Німецької Євангелічно-Лютеранської Церкви України (DELKU) з 1995 р. по грудень 1997 р.

## Волонтерська діяльність
Протягом багатьох років був адміністратором Фонду Густава Шиккенца.

## Нагороди
- 1985: Хрест за заслуги на стрічці Федеративної Республіки Німеччина